# عبد الإله الحمدوشي
عبد الإله الحمدوشي سيناريست و كاتب مغربي من مواليد مدينة مكناس سنة 1958. متخصص بالروايات البوليسية، كتب عدة أفلام من بينها فيلم بيت الريح.
كان أستاذا سابقا للغة العربية، وهو عضو اتحاد الكتاب منذ سنة 1994، وعضو جمعية المؤلفين SACD، وعضو SNPT.
سبق وأن أشرف على عدة ورشات لكتابة السيناريو في عدة مدن مغربية، كما أصدر عشر روايات وله عدة أعمال تلفزيونية وسينمائية ومسرحية.
يعتبر صاحب أول رواية بوليسية عربية تترجم إلى اللغة الإنجليزية (الرهان الأخير) THE FINAL BET، وقد صدرت عن :The American university in Cairo/NewYork.
وأعيد نشرها في إنجلتر بدار النشر HausPublishing / London /2008.
وتعد من أوائل الروايات العربية المترجمة إلى الإنجليزية التي تنشر على شكل كتاب رقمي.

## أعماله
صدرت له الروايات التالية:
- الحالـم، 1986
- بيت الريـاح، 1989
- التسليـم، 1995
- الحـوت الأعمـى، 1997
- القديسـة جانجاه، 1999
- الذبابـة البيضاء، 2000
- الرهان الأخيـر، 2001

وكلها بمدينة الدار البيضاء.
بالإضافة إلى أنه كاتب لسيناريو الفيلم المغربي (الحنش).